# Fause Haten
Fause Haten (São Paulo, 1º de outubro de 1968 ) é um estilista, figurinista, performer e ator teatral brasileiro. 
Como estilista, seu nome está ligado às marcas Der Haten (de 1986 a 1999), Haten.f (de 2000 a 2003), Fause Haten masculino (de 2002 a 2008), Fause Haten feminino (de 1999 a 2008), FH (desde 2008) e Fause Haten joias (desde 2001).  Desde 2015, Fause atende sua clientela em uma loja fechada.

## Carreira
Nascido em São Paulo, é filho de imigrantes libaneses que, chegando ao Brasil, fixaram residência na região da rua 25 de Março e lá estabeleceram uma pequena confecção. Autodidata, aos 16 anos, começa a trabalhar na confecção de vestidos, com o objetivo de viajar para o exterior. Em 1987, lançou a própria marca, Der Haten, depois renomeada Fause Haten. Nos anos 1990, passou a apresentar suas coleções no Phytoervas Fashion, Morumbi Fashion e São Paulo Fashion Week, desde suas primeiras edições.
Em 1999, entra no mercado americano por meio da marca Giorgio Beverly Hills,  apresentando um desfile no dia 1º de setembro de 1999, na loja da Rodeo Drive, em Beverly Hills, Los Angeles. Em 2000 passa a participar da New York Fashion Week, apresentando-se em quatro edições do evento. Em 2001, ganhou o prêmio de melhor estilista do ano, na Abit Fashion Brasil, patrocinado pela Associação Brasileira da Indústria Têxtil e de Confecção. No mesmo ano, em parceria com as Lojas Riachuelo, lança a Haten.F, marca de streetwear jovem, com a intenção de tornar sua moda luxuosa mais acessível. 
Outra faceta do trabalho do estilista é a ourivesaria:  a sua marca Fause Haten Jóias foi criada em 2001.
Em 2002 e 2003,  participou da Semana Oficial de Moda de Milão, tendo sido o primeiro estilista brasileiro a participar desse evento.
Em 2006 começa seus estudos em Artes Cênicas. Formou-se no Teatro Escola Célia Helena. Fez vários cursos de dança e interpretação, bem como de canto lírico e preparação vocal.
Em 2008, vende a marca Fause Haten a uma empresa que, meses depois, teve a falência decretada.
Já nos anos 2010, estreia como autor e ator teatral. 
Em janeiro do mesmo ano, durante seu desfile de inverno 2010 na SPFW, apresenta-se cantando camuflado por um chapéu de pelos. Em junho, novamente se apresenta em seu desfile, fazendo a trilha sonora ao vivo e encarnando um personagem que transforma seu rosto em um globo de espelhos.
Em 2011 lançou o CD autoral CDFH e o livro Algumas Palavras, com textos poéticos e músicas de sua autoria. Em junho de 2011 realizou o seu primeiro desfile-performance: Clarisse. Nesse desfile, usando como trilha sonora um texto escrito e narrado por ele mesmo, dirige a performance em cena. Fause e mais 5 condutores, levam as modelos pelas mãos pela passarela, que de olhos vendados, andavam como se estivessem dormindo, repensando o andar tradicional de uma modelo. Esse desfile tem a presença dos bailarinos da Cia 8 Nova Dança  e Nova dança 4 como Condutores e do ator e diretor Dagoberto Feliz como o Observador, que coloca caixas de música pelo espaço cênico completando a performance.
Em 2013 lançou o cd VÍCIO de regravações do universo brega e entrou em turnê com o show homônimo. Em março do mesmo ano, no Teatro Faap, fez seu desfile-performance mais famoso, O Mundo Maravilhoso do Dr. F., no qual as modelos foram substituídas por marionetes de 70 cm de altura. Em outubro do mesmo ano, apresentou, também no Museu de Arte Brasileira da Faap, a performance A Fábrica do Dr. F., para a qual foi montada uma fábrica cenográfica, e toda a preparação da coleção foi aberta à visitação pública. Transformou as provas de roupa, casting, prova de maquiagem etc. em performances, e todos os integrantes da sua equipe em performers. O espetáculo fez parte do projeto Entrada Franca, que também levou o desfile de Fause Haten à Avenida Paulista, numa performance inesperada, no meio da rua. Em abril de 2014, realiza outra performance: Me ofereça seu corpo e eu te faço Rainha, no Teatro Faap, durante a SPFW. No mesmo mês,  faz a sua estréia como ator-performer, autor e encenador na peça A Feia Lulu, no Teatro Faap, com a qual presta homenagem a Yves Saint Laurent e Pierre Bergé. Em 2015 realiza a performance Um "Styling" para Condessa Sahyoun, no Espaço FH, durante a SPFW. No mesmo ano, faz parte do elenco da peça O Fingidor, de Samir Yazbek.
Em 2016 criou e foi um dos curadores do projeto #ForadaModa – Uma Exposição em Construção, no Sesc Ipiranga, onde também exibiu a instalação Fábrica do Dr. F., que  ficou em cartaz entre abril e junho, apresentando o processo de criação de Fause Haten, na moda, no teatro e nas artes visuais.
Em 2023, abriu um ateliê no prédio da antiga Estação Telefônica da Graça, em Salvador.
Em 2024, estreou a peça Eu Sou um Monstro, no Sesc Pompeia, inspirado em Francis Bacon.

### Moda

#### Desfiles da marcaFause Haten
- 2008 - México Marlene

#### Desfiles da marcaFH
- 2008 - Clássicos
- 2009 -  Guerreiras
- 2010 - Caos ; Híbridos.
- 2012 - Havaí; África; Patinadoras.

#### Performancesde moda
- 2011 - Clarisse, no SPFW
- 2013 - O Mundo Maravilhoso do Dr. F., no Teatro Faap
- 2013 - A Fábrica do Dr. F., no MAB-FAAP
- 2013 - Entrada Franca, na Avenida Paulista
- 2014 - Me ofereça seu corpo e eu te faço Rainha, no Teatro Faap
- 2015 - Um "Styling" para Condessa Sahyoun, no Espaço FH
- 2016 - Desfile Marlene, no Parque da Independência[9]

### Teatro

#### Ator
- 2014 - A Feia Lulu - Criação coletiva de Fábio Retti, Fause Haten, Francisco Carlos, Gregory Slivar, Marina Caron, Ondina Clais
- 2015 - O Fingidor - Direção de Samir Yazbek
- 2016 - Lili Marlene – Um Anti Musical[12]
- 2024 - Eu sou um Monstro[13]

### Diretor
- 2015 - Direção, cenário e figurino do show Eu e Ella - Maria Rita canta Ella Fitzgerald
- 2015 - Auditions Brasil
- 2015 - Maria Rita canta Ella Fitzgerald

### Figurinista
- 2004 - Show Maria Rita
- 2005 - Show Segundo, de Maria Rita
- 2007 - Show Samba Meu, de Maria Rita
- 2010 - Jeckyll and Hyde - O Médico e o Monstro - Direção de Fred Hanson
- 2010 - Sintoma - Direção de Silvana Abreu
- 2012 - O Mágico de Oz - Direção Charles Möeller
- 2012 - Show Redescobrir, de Maria Rita
- 2013 - Allô Dolly! - Direção Miguel Falabella
- 2013 - A Madrinha Embriagada - Direção Miguel Falabella  (Prêmio Bibi Ferreira e Premio Reverência de melhor figurino de 2014)
- 2013 - Romeu e Julieta da Turma da Mônica
- 2013 - A Casa de Bernarda Alba - Direção Elias Andreato
- 2013 - Jocasta - Direção Elias Andreato
- 2014 - Meu Deus - Direção Elias Andreato
- 2014 - 220 Volts - Direção Paulo Gustavo
- 2014 - Hiperativo - Direção Fernando Caruso
- 2014 - Cenário e figurino do show Coração a Batucar, de Maria Rita
- 2015 - Ilhada em Mim - Direção André Guerreiro Lopes
- 2015 - Blow Up - Direção Mariana Sucupira e Maristela Estrela
- 2015 - Casa Vazia - Direção Marina Caron e Anderson Gouvea
- 2015 - Um Bonde Chamado Desejo - Direção de Rafael Gomes (Indicação ao Prêmio Shell de Melhor Figurino de 2015)
- 2015 - A Morte Acidental de um Anarquista - Direção de Hugo Coelho
- 2015 - Araca - Direção Elias Andreato
- 2015 -  A Floresta que Anda - Direção de Christiane Jatahy
- 2016 - Chiquita Bacana no Reino das Bananas - Direção Dagoberto Feliz
- 2016 - As Ondas ou uma Autópsia - direção Gabriel Miziara
- 2016 - Banquete - direção Maicon Clenk
- 2016 - On Line - direção João Fonseca
- 2016 - Jacqueline - direção Rafael Gomes
- 2016 - Rent - direção Susana Ribeiro
- 2019 - Sunset Boulevard - direção de Fred Hanson
- 2019 - Madagascar – Uma Aventura Musical - direção de Marllos Silva[14]